# Lacey Wildd
Lacey Wildd (født Paula Ann Simonds, 23. april 1968) er en amerikansk realityshows-deltager,glamour model, og B-film skuespiller, mest berømt for hendes extreme skønhedsoperationer og brystimplantater. Wildd blev for alvor kendt efter hendes medvirkeden i MTV's prisvindende dokumentar tv-serie True Life.

## Filmografi

### Film
| År   | Film                    | Skuespiller  |
| ---- | ----------------------- | ------------ |
| 2018 | Beauty and the Beholder | Lacy Wildd   |
| 2014 | Blonde Squad            | Jill Masters |
| 1996 | Dr. Ice                 | Danser       |

### TV
| År   | TV-serie             | Episode                                                  | Rolle                                 |
| ---- | -------------------- | -------------------------------------------------------- | ------------------------------------- |
| 2014 | Botched              | Girls Gone Wildd                                         | Hende selv                            |
| 2014 | My Strange Addiction | Proud to be Plastic                                      | Hende selv, sammen med Justin Jedlica |
| 2013 | Double Divas         | Season 1, episode 8                                      | Hende selv                            |
| 2013 | ABC News             | Lacey Wildd Wants Even Bigger Boobs - But at What Price? | Hende selv                            |
| 2012 | Dr. Drew             |                                                          | Hende selv                            |
| 2012 | 20/20                | Going to Extremes                                        | Hende selv                            |
| 2011 | True Life            | I Have a Hot Mom                                         | Hende selv                            |